# Лутер (Оклахома)
Лутер (енгл. Luther) град је у америчкој савезној држави Оклахома.

## Демографија
По попису из 2010. године број становника је 1.221, што је 609 (99,5%) становника више него 2000. године.
| Група             | 2000.       | 2010.       |
| Белци             | 472 (77,1%) | 954 (78,1%) |
| Афроамериканци    | 68 (11,1%)  | 83 (6,8%)   |
| Азијати           | 0 (0,0%)    | 2 (0,2%)    |
| Хиспаноамериканци | 10 (1,6%)   | 72 (5,9%)   |
| Укупно            | 612         | 1.221       |